# بوفوری
بوفوری (انگلیسی: Bufori) یک شرکت سازندهٔ خودروی دست‌ساز و لوکس مالزیایی است. این شرکت به ۳ برادر استرالیایی لبنانی‌تبار تعلق دارد. در سال ۱۹۸۶ یکی از برادران به نام گری خوری شروع به ساخت خودروهای ورزشی دست‌ساز در گاراژ خود کرد که نهایتاً منجر به تأسیس شرکت بوفوری گردید.خودرو های این شرکت بر پایه طراحی خودروهای کلاسیک آمریکایی است.